# Cubaanse hutia
De Cubaanse hutia (Capromys pilorides)  is een zoogdier uit de familie van de stekelratten (Echimyidae). De wetenschappelijke naam van de soort werd voor het eerst geldig gepubliceerd door Thomas Say in 1822.

## Kenmerken
De hutiaconga heeft een plomp lichaam, dat gedragen wordt door 4 korte poten. Op de korte nek bevindt zich een grote kop met een stompe snuit en kleine oren. Het is een goede klimmer, dankzij de forse, geleidelijk versmalde, harige staart en de scherpe gebogen klauwen. De neus is wit, de rug roodbruin tot zwart en de buik grijs tot geelbruin. De lichaamslengte bedraagt 55 tot 60 cm, de staartlengte 15 tot 26 cm en het gewicht 4,5 tot 7 kg.

## Leefwijze
Zijn voedsel bestaat uit vruchten, bladen en zachte bast, maar ook hagedisjes staan zo nu en dan op het menu. Het dier leeft solitair of in paren.

## Voortplanting
Per worp worden 1 tot 4 jongen geboren.

## Verspreiding
De soort komt voor in het Caribische gebied, met name in Cuba.